# Mortes em 1945
Esta é uma relação de pessoas notáveis que morreram durante o ano de 1945, listando nome, nacionalidade, ocupação e ano de nascimento.

## Janeiro
| Dia | Nome                | Profissão ou motivo de reconhecimento | Nacionalidade  | Ano de nasc. | Ref   |
| --- | ------------------- | ------------------------------------- | -------------- | ------------ | ----- |
| 3   | Edgar Cayce         | Médium                                | Estados Unidos | 1877         |       |
| 5   | Julius Leber        | Político anti-nazista                 | Alemanha       | 1891         |       |
| 11  | Ada Negri           | Escritora                             | Itália         | 1870         |       |
| 22  | Else Lasker-Schüler | Escritora                             | Alemanha       | 1869         |       |
| 28  | Filinto de Almeida  | Escritor                              | Brasil         | 1857         | [ 1 ] |
| 31  | Eddie Slovik        | Militar                               | Estados Unidos | 1920         |       |

## Fevereiro
| Dia | Nome               | Profissão ou motivo de reconhecimento | Nacionalidade  | Ano de nasc. | Ref   |
| --- | ------------------ | ------------------------------------- | -------------- | ------------ | ----- |
| 1   | Cirilo da Bulgária | Príncipe                              | Bulgária       | 1895         |       |
| 2   | Adolf Brand        | Ativista                              | Alemanha       | 1874         |       |
| 3   | Roland Freisler    | Juiz nazista                          | Alemanha       | 1893         |       |
| 19  | John Basilone      | Militar                               | Estados Unidos | 1916         |       |
| 21  | Eric Liddell       | Atleta                                | Reino Unido    | 1902         |       |
| 24  | Jürgen Ebert       | Militar                               | Alemanha       | 1916         | [ 2 ] |
| 25  | Mário de Andrade   | Escritor                              | Brasil         | 1893         | [ 3 ] |

## Março
| Dia | Nome                       | Profissão ou motivo de reconhecimento | Nacionalidade | Ano de nasc. | Ref   |
| --- | -------------------------- | ------------------------------------- | ------------- | ------------ | ----- |
| 2   | Emily Carr                 | Pintora e escritora                   | Canadá        | 1871         |       |
| 7   | Robert-Hugues Lambert      | Ator                                  | França        | 1908         |       |
| 9   | Hans-Georg von Charpentier | Militar                               | Alemanha      | 1902         |       |
| 12  | Friedrich Fromm            | Militar                               | Alemanha      | 1888         |       |
| 14  | Antônio Francisco Braga    | Compositor                            | Brasil        | 1868         |       |
| 19  | Franz Augsberger           | Militar                               | Áustria       | 1905         | [ 4 ] |
| 20  | Alfred Douglas             | Escritor                              | Reino Unido   | 1870         |       |
| 20  | Maria Lacerda de Moura     | Anarquista e feminista                | Brasil        | 1887         |       |
| 22  | Eliyahu Bet-Zuri           | Paramilitar                           | Reino Unido   | 1922         |       |
| 22  | Tadamichi Kuribayashi      | Militar                               | Japão         | 1891         |       |
| 23  | Velten Arendt              | Militar                               | Alemanha      | 1919         | [ 5 ] |
| 29  | Herbert Abratis            | Militar                               | Alemanha      | 1918         | [ 6 ] |
| 31  | Hans Fischer               | Nobel de Química                      | Alemanha      | 1881         |       |

## Abril

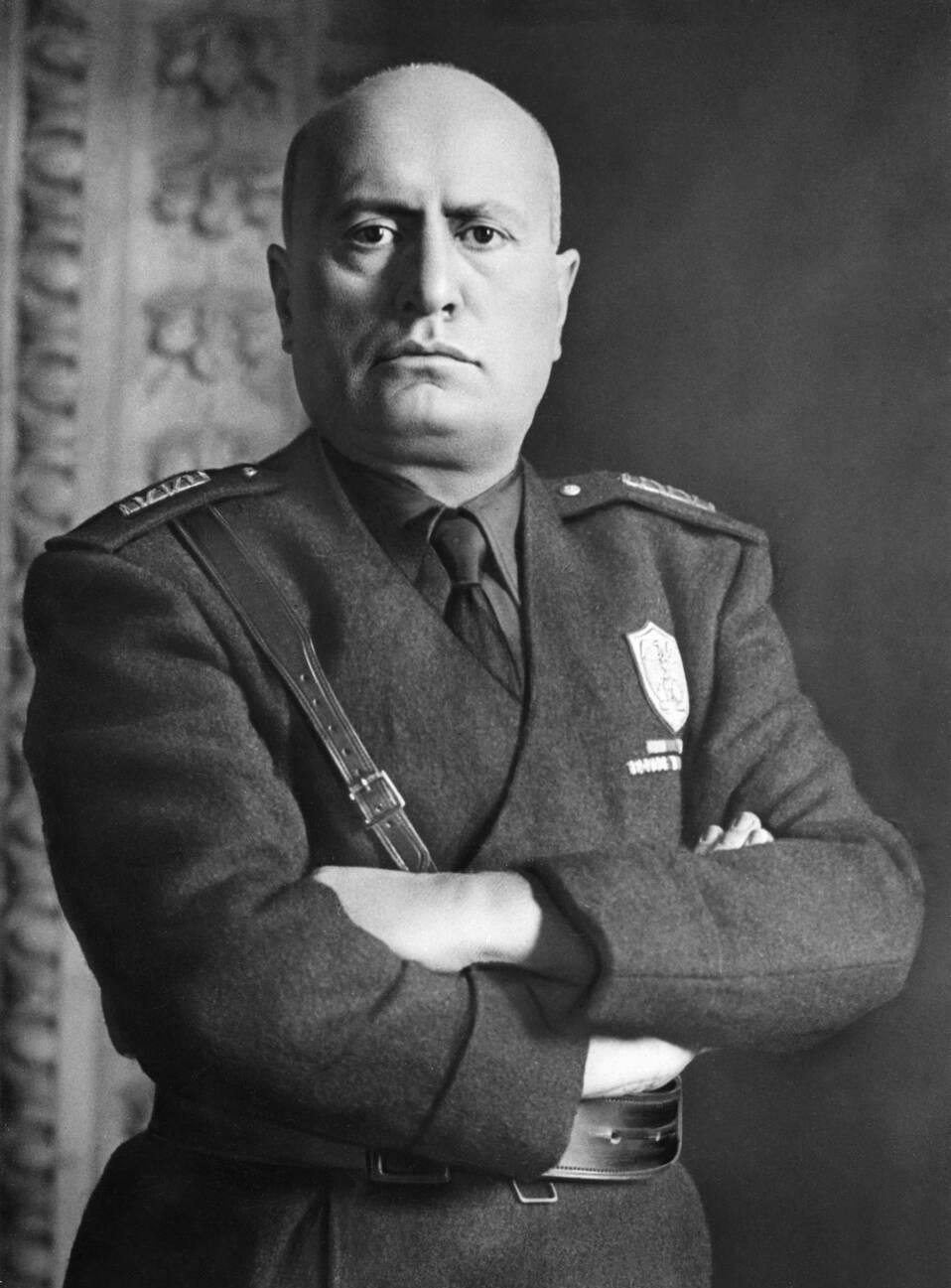
Benito Mussolini, ditador italiano.

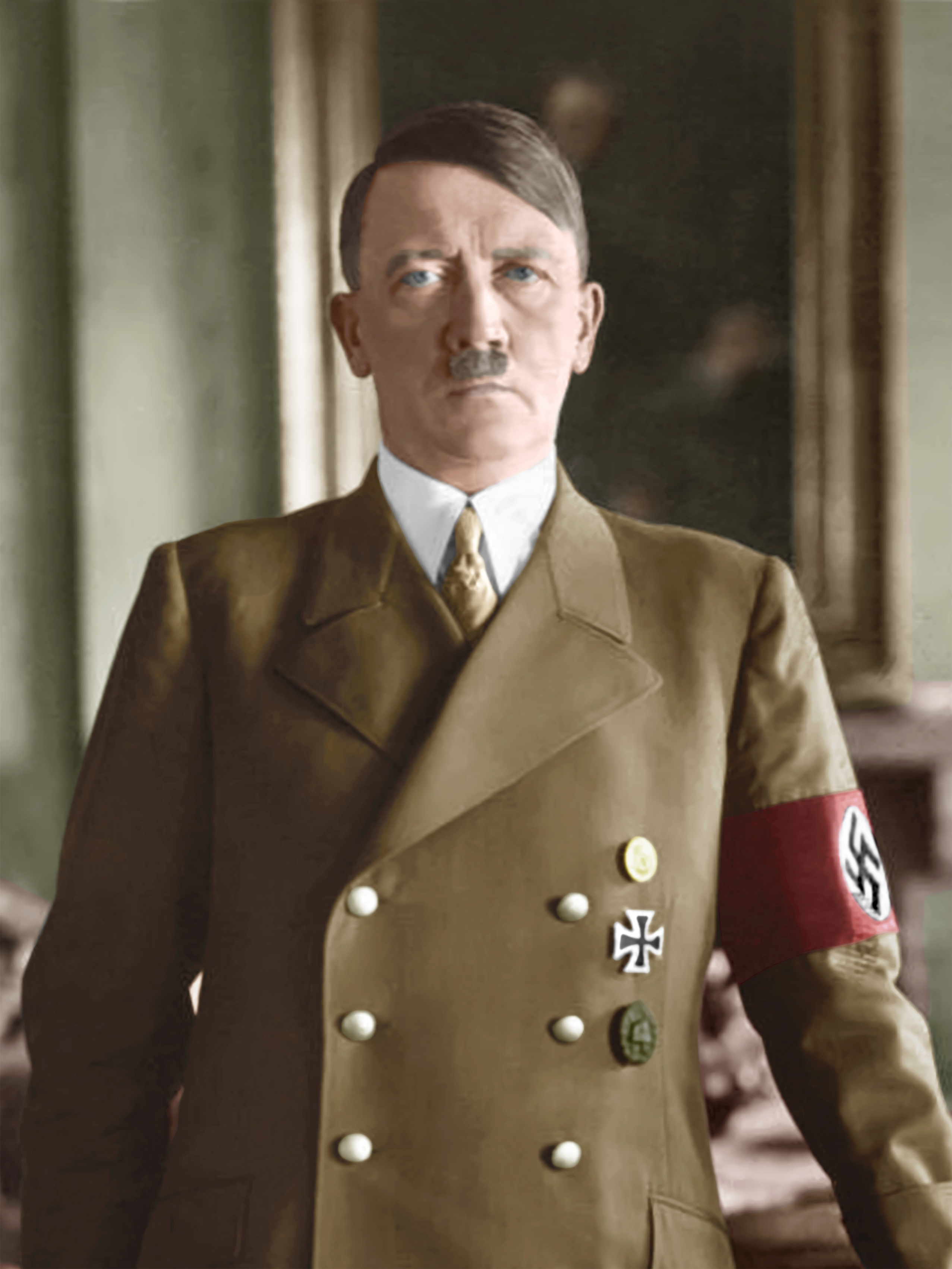
Adolf Hitler, ditador alemão.

| Dia | Nome                      | Profissão ou motivo de reconhecimento | Nacionalidade  | Ano de nasc. | Ref    |
| --- | ------------------------- | ------------------------------------- | -------------- | ------------ | ------ |
| 9   | Dietrich Bonhoeffer       | Religioso e anti-nazista              | Alemanha       | 1906         |        |
| 9   | Georg Elser               | Ativista anti-nazista                 | Alemanha       | 1903         |        |
| 9   | Hans Oster                | Militar e anti-nazista                | Alemanha       | 1887         |        |
| 9   | Wilhelm Canaris           | Militar e anti-nazista                | Alemanha       | 1887         |        |
| 11  | Anton Andorfer            | Militar                               | Alemanha       | 1919         | [ 7 ]  |
| 12  | Franklin Delano Roosevelt | Presidente de seu país                | Estados Unidos | 1882         | [ 8 ]  |
| 12  | Max Wolff Filho           | Militar                               | Brasil         | 1912         |        |
| 13  | Ernst Cassirer            | Filósofo                              | Alemanha       | 1874         |        |
| 18  | Guilherme de Wied         | Nobre                                 | Albânia        | 1876         |        |
| 20  | Erwin Dohrn               | Militar                               | Alemanha       | 1920         | [ 9 ]  |
| 22  | Käthe Kollwitz            | Artista plástica                      | Alemanha       | 1867         |        |
| 23  | Albrecht Haushofer        | Diplomata                             | Alemanha       | 1903         |        |
| 28  | Benito Mussolini          | Ditador                               | Itália         | 1883         |        |
| 28  | Clara Petacci             | Amante de Mussolini                   | Itália         | 1912         |        |
| 29  | Henrique Boiteux          | Escritor e militar                    | Brasil         | 1862         |        |
| 29  | Willi Dietrich            | Militar                               | Alemanha       | 1909         | [ 10 ] |
| 30  | Adolf Hitler              | Ditador                               | Alemanha       | 1889         | [ 11 ] |
| 30  | Eva Braun                 | Esposa de Adolf Hitler                | Alemanha       | 1912         | [ 11 ] |

## Maio

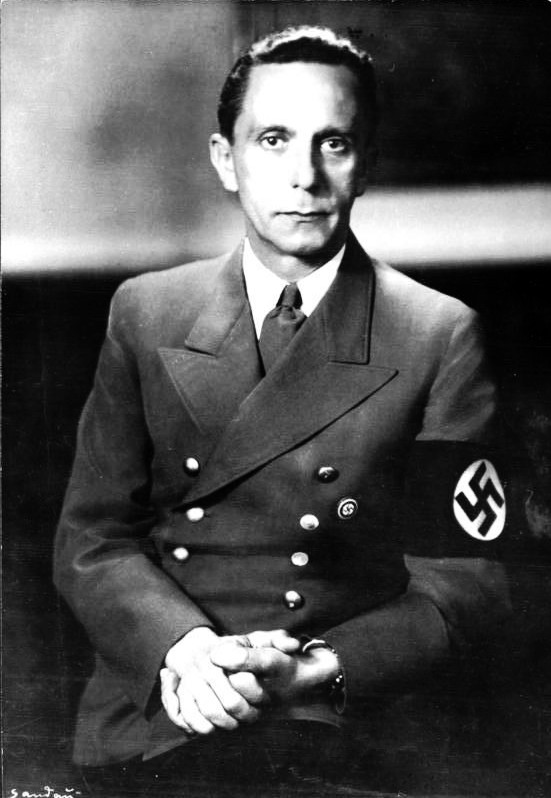
Joseph Goebbels, ditador alemão.

| Dia | Nome                      | Profissão ou motivo de reconhecimento | Nacionalidade   | Ano de nasc. | Ref    |
| --- | ------------------------- | ------------------------------------- | --------------- | ------------ | ------ |
| 1   | Hedwig Johanna            | Filha do casal Goebbels               | Alemanha        | 1937         | [ 11 ] |
| 1   | Heidrun Elisabeth         | Filha do casal Goebbels               | Alemanha        | 1940         | [ 11 ] |
| 1   | Helga Susanne             | Filha do casal Goebbels               | Alemanha        | 1932         | [ 11 ] |
| 1   | Helmut Christian          | Filho do casal Goebbels               | Alemanha        | 1935         | [ 11 ] |
| 1   | Hildegard Traudel         | Filha do casal Goebbels               | Alemanha        | 1934         | [ 11 ] |
| 1   | Holdine Kathrin           | Filha do casal Goebbels               | Alemanha        | 1938         | [ 11 ] |
| 1   | Joseph Goebbels           | Político nazista                      | Alemanha        | 1897         | [ 11 ] |
| 1   | Magda Goebbels            | Esposa de Joseph Goebbels             | Alemanha        | 1901         | [ 11 ] |
| 2   | Constanze Manziarly       | Cozinheira de Adolf Hitler            | Alemanha        | 1920         |        |
| 2   | Egon August Aghta         | Militar                               | Alemanha        | 1918         |        |
| 6   | Alberto José Gonçalves    | Religioso                             | Brasil          | 1859         |        |
| 14  | Heber J. Grant            | Religioso                             | Estados Unidos  | 1856         |        |
| 15  | Charles Williams          | Escritor                              | Reino Unido     | 1886         |        |
| 17  | Armando Sales de Oliveira | Político                              | Brasil          | 1887         |        |
| 20  | Alexander Fersman         | Cientista                             | União Soviética | 1883         |        |
| 21  | Herbert Adams             | Escultor                              | Estados Unidos  | 1858         |        |
| 23  | Heinrich Himmler          | Militar e político                    | Alemanha        | 1900         |        |
| 23  | Robert Ritter von Greim   | Militar                               | Alemanha        | 1892         |        |
| 27  | Eduard Altacher           | Militar                               | Alemanha        | 1919         | [ 12 ] |
| 31  | Odilo Globocnik           | Criminoso do holocausto               | Alemanha        | 1904         |        |

## Junho
| Dia | Nome                       | Profissão ou motivo de reconhecimento | Nacionalidade  | Ano de nasc. | Ref |
| --- | -------------------------- | ------------------------------------- | -------------- | ------------ | --- |
| 8   | Karl Hanke                 | Político nazista                      | Alemanha       | 1903         |     |
| 11  | Eliyahu Golomb             | Ativista sionista                     | Império Russo  | 1893         |     |
| 16  | Nils Edén                  | Político                              | Suécia         | 1871         |     |
| 18  | Simon Bolivar Buckner, Jr. | Militar                               | Estados Unidos | 1886         |     |
| 20  | Bruno Frank                | Escritor                              | Alemanha       | 1878         |     |
| 22  | Mitsuru Ushijima           | Militar                               | Japão          | 1887         |     |
| 24  | Wolfgang Gaede             | Físico                                | Alemanha       | 1878         |     |

## Julho
| Dia | Nome                    | Profissão ou motivo de reconhecimento | Nacionalidade   | Ano de nasc. | Ref |
| --- | ----------------------- | ------------------------------------- | --------------- | ------------ | --- |
| 12  | Boris Galerkin          | Matemático                            | União Soviética | 1871         |     |
| 13  | Roscoe Gilkey Dickinson | Químico                               | Estados Unidos  | 1894         |     |

## Agosto
| Dia | Nome                      | Profissão ou motivo de reconhecimento | Nacionalidade  | Ano de nasc. | Ref |
| --- | ------------------------- | ------------------------------------- | -------------- | ------------ | --- |
| 2   | Pietro Mascagni           | Compositor                            | Itália         | 1863         |     |
| 4   | Gerhard Gentzen           | Matemático                            | Alemanha       | 1909         |     |
| 10  | Robert H. Goddard         | Físico                                | Estados Unidos | 1882         |     |
| 16  | Takijiro Onishi           | Militar                               | Japão          | 1891         |     |
| 18  | Subhas Chandra Bose       | Revolucionário                        | Índia          | 1897         |     |
| 24  | Camilo de Mattos          | Político                              | Brasil         | 1892         |     |
| 26  | Teodora de Saxe-Meiningen | Princesa                              | Alemanha       | 1879         |     |
| 26  | Franz Werfel              | Escritor                              | Áustria        | 1890         |     |
| 28  | Alfréd Schaffer           | Futebolista                           | Hungria        | 1893         |     |
| 31  | Stefan Banach             | Matemático                            | Polónia        | 1892         |     |

## Setembro
| Dia | Nome                     | Profissão ou motivo de reconhecimento | Nacionalidade | Ano de nasc. | Ref |
| --- | ------------------------ | ------------------------------------- | ------------- | ------------ | --- |
| 2   | Fonseca Lima             | Político                              | Portugal      | 1874         |     |
| 9   | Ruy Guimarães de Almeida | Escritor                              | Brasil        | 1909         |     |
| 20  | Augusto Fragoso          | Ex-presidente de seu país             | Brasil        | 1869         |     |
| 20  | Eduard Wirths            | Médico nazista                        | Alemanha      | 1909         |     |
| 24  | Hans Geiger              | Físico                                | Alemanha      | 1882         |     |
| 26  | Béla Bartók              | Compositor                            | Hungria       | 1881         |     |

## Outubro
| Dia | Nome                   | Profissão ou motivo de reconhecimento | Nacionalidade  | Ano de nasc. | Ref |
| --- | ---------------------- | ------------------------------------- | -------------- | ------------ | --- |
| 1   | Walter Bradford Cannon | Fisiologista                          | Estados Unidos | 1871         |     |
| 15  | Pierre Laval           | Político                              | França         | 1883         |     |
| 19  | Plutarco Elías Calles  | Ex-presidente de seu país             | México         | 1877         |     |
| 24  | Vidkun Quisling        | Político                              | Noruega        | 1887         |     |

## Novembro
| Dia | Nome                 | Profissão ou motivo de reconhecimento | Nacionalidade | Ano de nasc. | Ref    |
| --- | -------------------- | ------------------------------------- | ------------- | ------------ | ------ |
| 8   | August von Mackensen | Militar                               | Alemanha      | 1849         |        |
| 16  | Jenő Janovics        | Cineasta                              | Hungria       | 1872         |        |
| 16  | Sigurður Eggerz      | Político                              | Islândia      | 1875         |        |
| 21  | Adelina Abranches    | Atriz                                 | Portugal      | 1866         | [ 13 ] |
| 30  | Heinz-Wilhelm Eck    | Militar                               | Alemanha      | 1916         | [ 14 ] |

## Dezembro
| Dia | Nome             | Profissão ou motivo de reconhecimento | Nacionalidade  | Ano de nasc. | Ref |
| --- | ---------------- | ------------------------------------- | -------------- | ------------ | --- |
| 5   | Cosmo Lang       | Religioso                             | Reino Unido    | 1864         |     |
| 8   | Jenő Janovics    | Cineasta                              | Hungria        | 1872         |     |
| 13  | Irma Grese       | Criminosa do holocausto               | Alemanha       | 1923         |     |
| 13  | Josef Kramer     | Criminoso do holocausto               | Alemanha       | 1906         |     |
| 16  | Fumimaro Konoe   | Político                              | Japão          | 1891         |     |
| 16  | Giovanni Agnelli | Empresário                            | Itália         | 1866         |     |
| 21  | Arthur Korn      | Físico                                | Alemanha       | 1870         |     |
| 21  | George S. Patton | Militar                               | Estados Unidos | 1885         |     |
| 22  | Otto Neurath     | Filósofo                              | Áustria        | 1882         |     |
| 28  | Theodore Dreiser | Escritor                              | Estados Unidos | 1871         |     |